# Степанов, Николай Петрович (Герой Советского Союза)
Степанов Николай Петрович (21 ноября 1925 — 18 июня 1997) — участник Великой Отечественной войны, стрелок 6-й роты 2-го стрелкового батальона 212-го гвардейского стрелкового полка 75-й гвардейской стрелковой дивизии 30-го стрелкового корпуса 60-й армии Центрального фронта, гвардии красноармеец, Герой Советского Союза (1943), позднее — гвардии сержант.

## Биография
Родился 21 ноября 1925 года в деревне Хорошеборка (на территории современного Топкинского района Кемеровской области). Окончил семилетнюю школу, работал в колхозе.
В Красную Армию призван в феврале 1943 году, учился в Кемеровском военном пехотном училище. В августе 1943 года курсантов без присвоения звания направили в действующую армию. 4 сентября 1943 года красноармеец Степанов стал стрелком 6-й роты 2-го стрелкового батальона 212-го гвардейского стрелкового полка 75-й гвардейской стрелковой дивизии.
Гвардии красноармеец Степанов Н. П. особо отличился при форсировании реки Днепр севернее Киева, в боях при захвате и удержании плацдарма в районе сёл Глебовка и Ясногородка (Вышгородский район Киевской области) на правом берегу Днепра осенью 1943 года. В представлении к награждению командир 212-го гвардейского стрелкового полка гвардии полковник Борисов М. С. написал:

Гвардии рядовой Степанов 23 сентября 1943 года в составе взвода гвардии младшего лейтенанта Яржина первый форсировал реку Днепр и первый ворвался на пароход «Николаев», где вместе со взводом взяли в плен: пароход «Николаев», баржу с военно-инженерным имуществом, станковый пулемёт, миномёт и двух человек из команды парохода.
Участвуя в бою за деревню Ясногородка, гвардии рядовой Степанов показал образец геройства и отваги по истреблению немецких захватчиков. Лично уничтожил 16 немецких солдат и офицеров.
За героические подвиги при захвате парохода «Николаев» и форсировании реки Днепр достоин присвоения звания «Герой Советского Союза».
Указом Президиума Верховного Совета СССР от 17 октября 1943 года за успешное форсировании реки Днепр севернее Киева, прочное закрепление плацдарма на западном берегу реки Днепр и проявленные при этом мужество и геройство гвардии красноармейцу Степанову Николаю Петровичу присвоено звание Героя Советского Союза с вручением ордена Ленина и медали «Золотая Звезда».
В 1945 году Степанов Н. П. демобилизовался из армии и возвратился в Кемерово. Работал на заводе «Кузбассэлектромотор» мастером, начальником отдела, был парторгом завода, избирался депутатом городского Совета. Умер 18 июня 1997 года.

## Награды
- Медаль «Золотая Звезда» № 4381 Героя Советского Союза (17 октября 1943 года);
- орден Ленина (17 октября 1943 года);
- орден Отечественной войны 1-й степени (11 марта 1985 года);
- медали.

## Память
- В городе Кемерово, где жил Герой, его именем названа улица, а на доме, в котором он жил, установлена мемориальная доска.
- В учебном центре Сухопутных войск Вооружённых сил Украины «Десна» установлен бюст Героя.